# Liberal Animation
Liberal Animation è il primo album ufficiale pubblicato dalla band hardcore punk statunitense NOFX.

## Il disco
Il disco è stato pubblicato in vinile 33 giri, CD e musicassetta.
Fu stampato su vinile nero, in 1500 copie, una prima volta nel 1988 dalla casa discografica cui la band stessa aveva dato vita, la Colossal Wassail. Questa edizione fu registrata l'11 settembre 1988 e venne distribuita con allegati una nota manoscritta su carta rossa e un poster raffigurante un teschio. In seguito fu ristampato (sempre su vinile nero) dall'etichetta Epitaph Records una prima volta nel 1991 (per la precisione uscì il 15 novembre), e, successivamente (non si conosce la data), una seconda volta ancora dalla Epitaph (vinile nero). Le due ristampe della Epitaph sono riconoscibili l'una dall'altra in base al logo della casa discografica stampato sull'etichetta centrale del disco, che cambia dalla prima alla seconda ristampa. Sono inoltre note tre sole copie del disco, sempre stampate dalla Epitaph, di colore marrone.
Per quanto riguarda la stampa su compact disc, ne esistono due versioni, leggermente differenti l'una dall'altra: in una è presente, sul CD, il classico logo Compact Disc Digital Audio; sull'altra, che è una versione australiana, è invece presente il logo della Shock Records, tramite la quale la Fat Wreck Chords distribuì il CD.
La versione su musicassetta, invece, non ha nessuna particolarità ed è fuori stampa, come d'altronde anche le versioni in vinile.

## Tracce
1. Shut Up Already – 2:44
2. Freedumb – 0:45
3. Here Comes the Neighborhood – 2:55
4. A200 Club – 1:55
5. Sloppy English – 1:20
6. You Put Your Chocolate in My Peanut Butter! – 2:31
7. Mr. Jones – 3:18
8. Vegetarian Mumbo Jumbo – 3:32
9. Beer Bong – 2:30
10. Piece – 1:35
11. I Live in a Cake – 1:09
12. No Problems – 1:20
13. On the Rag – 1:42
14. Truck Stop Blues – 3:03